# (73023) 2002 EW68
(73023) 2002 EW68 – planetoida z pasa głównego asteroid okrążająca Słońce w ciągu 3,79 lat w średniej odległości 2,43 j.a. Odkryta 13 marca 2002 roku.